# 同綴異義語

右側の薄緑色部分

同綴異義語（どうてついぎご、別称：同形異義語［どうけいいぎご］、英語：homograph）とは、同じ綴りでありながら異なる意味を持つ語を指して言う、言語学分野等の用語である。

## 概説
必ずではないが、話される時、異なる発音によって意味が区別されることも時々ある。同綴異義語は同音異義語、同綴異音異義語のいずれかであることがある。
同綴異義語の明確化は、音声合成、自然言語処理などの分野ではきわめて重要である。
タイポグラフィでは、ホモグラフという言葉はホモグリフ (homoglyph) の同義語として使われることもある。

## 事例

### 英語での例

#### 同綴同音異義語
sound /saʊnd/
1. （形容詞）健全な、損傷がない、論理的に妥当な
2. （名詞）音、（動詞）音を出す、……に聞こえる

同綴同音であるが、意味は異なり、同綴同音異義語である。

#### 同綴異音異義語
lead
1. /lɛd/ （名詞）鉛
2. /liːd/ （動詞）導く、先行する、（名詞）先導、先行、主役

同綴異音である。音声言語では区別される。
他の英語の同綴異義語の例は、List of English homographsを参照。

### その他の事例
- Pocky

江崎グリコのスナック菓子「ポッキー」は、和製の欧字綴り "Pocky" が英語において「痘痕（あばた）のある」を意味する語や男性器を指す隠語と同綴異義語となり問題であるため、異なる商品名で販売されている地域がある。詳しくは「ポッキー#日本国外での商品展開」を参照のこと。